# Porteurs d'eau de Madrid
 (mai 2025).

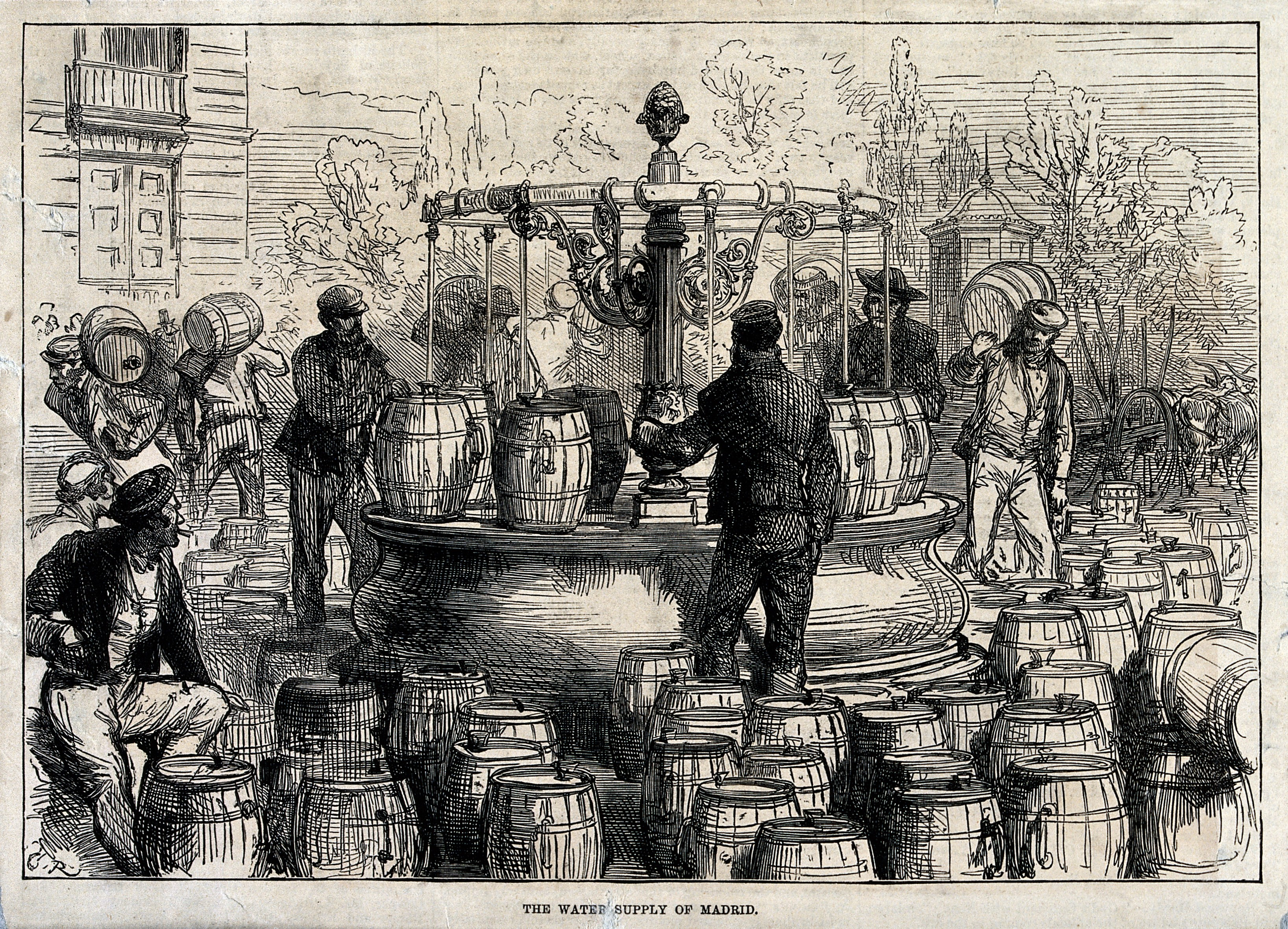
Porteurs d'eau en barrique à l'une des fontaines réservées au corps de métier dans la ville de Madrid vers 1850.

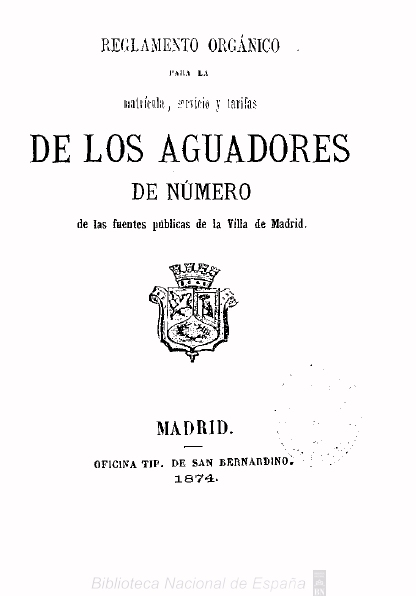
Règlement Organique pour la licence, le service et les tarifs des porteurs d'eau immatriculés des sources publiques de Madrid, couverture de 1874.

Les porteurs d'eau de Madrid étaient un corps de métier qui est resté actif dans la capitale espagnole entre le xve et le début du xxe siècle. Leur travail, régulé par le conseil de la ville, consistait, outre la vente ambulante d'eau fraîche, à la véhiculer dans des tonneaux ou de grandes cruches jusqu'aux citernes souterraines, réservoirs, jarres ou cuves des logements qui ne disposaient pas de puits ou de fontaine privée. Ils ont disparu définitivement au début du XXe siècle, avec l'installation du réseau d'eau courante mis en place par la construction du Canal de Isabel II, entamée en 1851, et le développement ultérieur de l'infrastructure.

## Histoire
Madame d'Aulnoy, dans ses mémoires de voyage en Espagne, vers 1690-1691, décrit les "azacans" comme des porteurs d'eau qui "chargent un âne avec de grandes cruches et les portent dans la ville. Ils sont habillés d'un chiffon ordinaire, avec les jambes à l'air et des sandales ou espadrilles, de simples semelles attachées par des liens."

### Desazacansaux porteurs d'eau
Il semble évident, étant donnée l'origine de Madrid comme colonie militaire musulmane, que les ancêtres des porteurs d'eau dans ce qui deviendrait la capitale d'un empire, étaient les azacans maures ou mozarabes qui, à Madrid comme à Tolède, Saragosse, Grenade ou Séville exerçaient leur métier de porteurs d'eau au moyen d'une monture ou d'une charrette à bras. C'est le portrait qui en a été fait en 1501, lorsque le Conseil de la Ville exige "que les porteurs d'eau ne courent pas avec les ânes, parce qu'il leur arrive de heurter et faire tomber beaucoup de personnes et causer beaucoup de dommages, sous peine de passer dix jours enchaînés". Mesure qui donne une idée de la façon d'agir des uns et de répondre des autres dans le Madrid des Rois Catholiques note 1. Il faudra attendre 1847 pour que la mairie de Madrid établisse les "robinets de voisinage" (une petite arche de pierre dans le mur avec un robinet de bronze), pour l'usage exclusif des habitants et interdits aux porteurs d'eau.

### Typologie
La documentation distingue trois types de porteurs d'eau que l'on pourrait dire 'professionnels':
- Les "charrettes", qui transportaient l'eau dans un ou plusieurs tonneaux, sur des charrettes tirées par des mules ou des ânes.
- Les traditionnels "azacans", avec un ou plusieurs ânes sur lesquels ils chargeaient de quatre à six grandes cruches d'eau.
- Ceux qui portaient la cruche à l'épaule et pouvaient la monter jusqu'aux domiciles des habitants.

Il faut y ajouter les vendeurs ambulants, la plupart de jeunes garçons ou filles, qui parcouraient la ville et vendaient leur marchandise en criant "eau fraîche!", avec une petite corbeille et un ou plusieurs verres ou pichets. Ces derniers étaient très populaires lors des processions religieuses ou évènements publics divers. Plus tard a été introduite l'habitude de servir l'eau accompagnée de quelques gouttes d'anis, citron, morceaux de sucre, cannelle et autres goûts attractifs.

Porteurs d'eau de Madrid
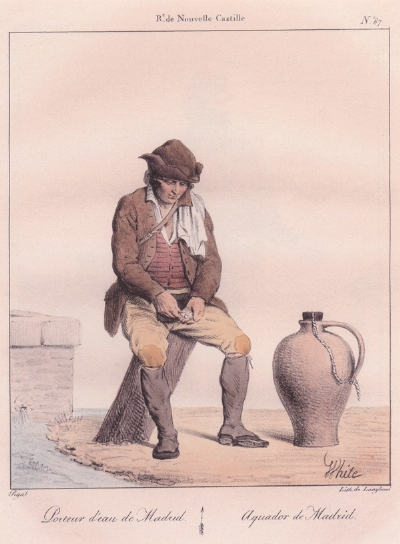
'Porteur d'eau à la cruche', publiée dans la revue 'Nouvelle Castille'. Signée White (gravure vers 1800).
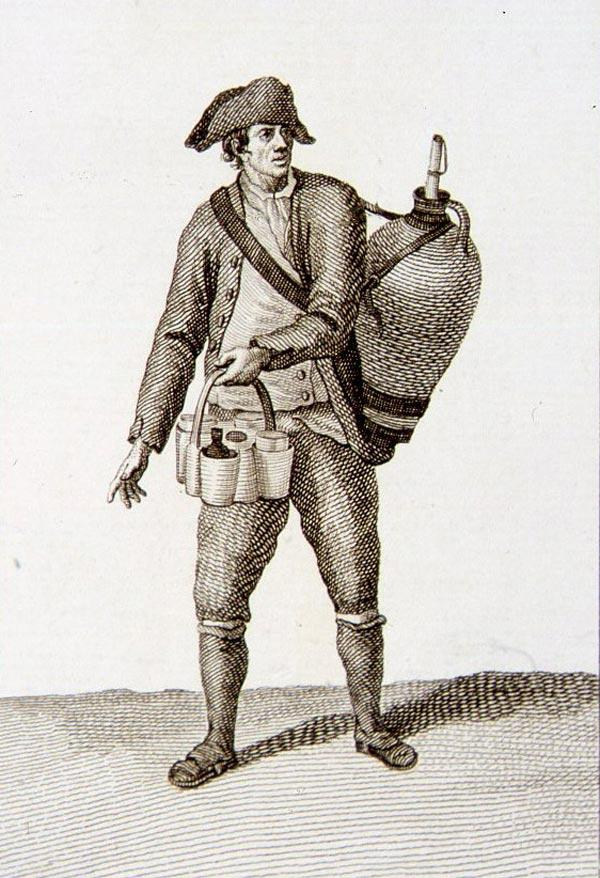
'Porteur d'eau de Madrid', dans Trajes de España, dessin de Rodríguez (gravure vers 1802).
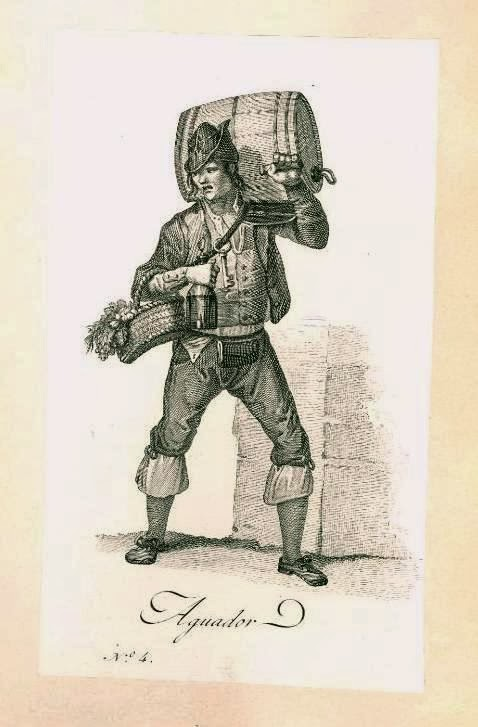
'Porteur d'eau en tonneau Anonyme (gravurevers 1840).
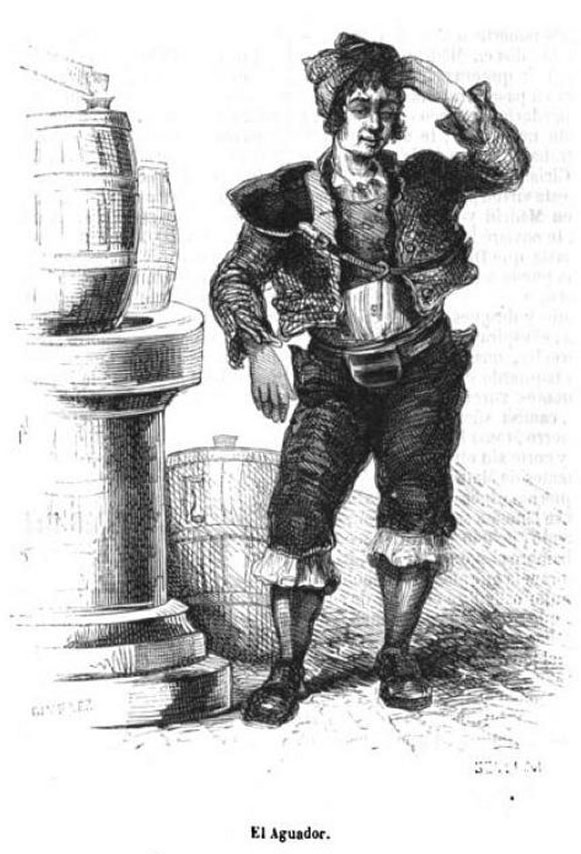
'Porteur d'eau en tonneau' Dessin attribué à Leonardo Alenza dans Los Españoles pintados por sí mismos (1843-4)
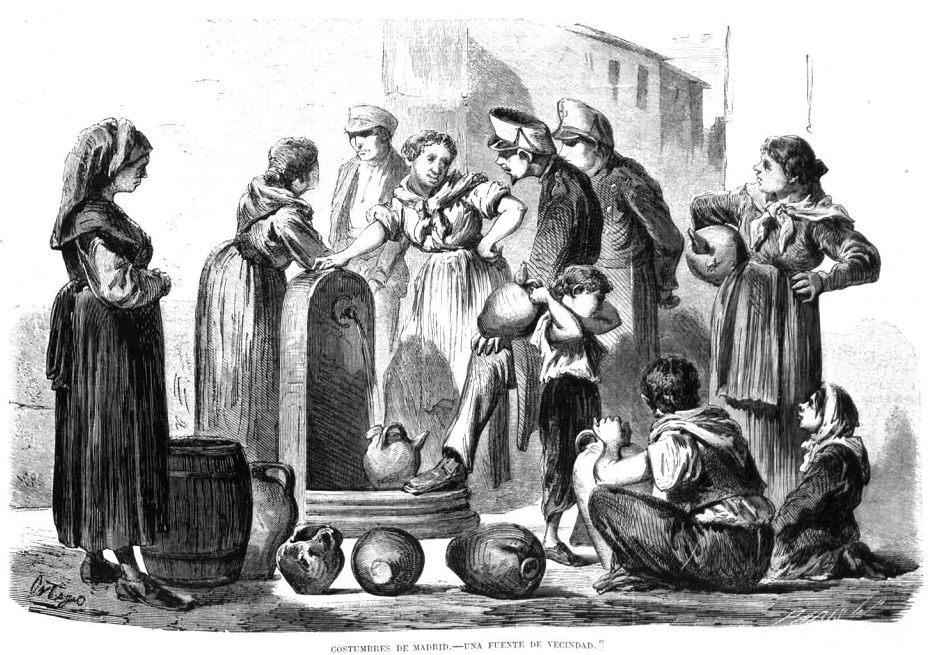
'Coutumes de Madrid. Une fontaine de voisinage' dans La Ilustración Española y Americana (1870).

### Siècle d'Or
Une visite aux classiques du Siècle d'Or espagnol éclaire de façon curieuse et amusante les porteurs d'eau de Madrid. Ils apparaissent dans les romans, drames et comédies de Cervantes, Lope de Vega ou Tirso de Molina et dans les vers de Quevedo, pour ne mentionner que les écrivains et poètes les plus connus, ayant habité la capitale à un moment ou un autre de leurs vies.

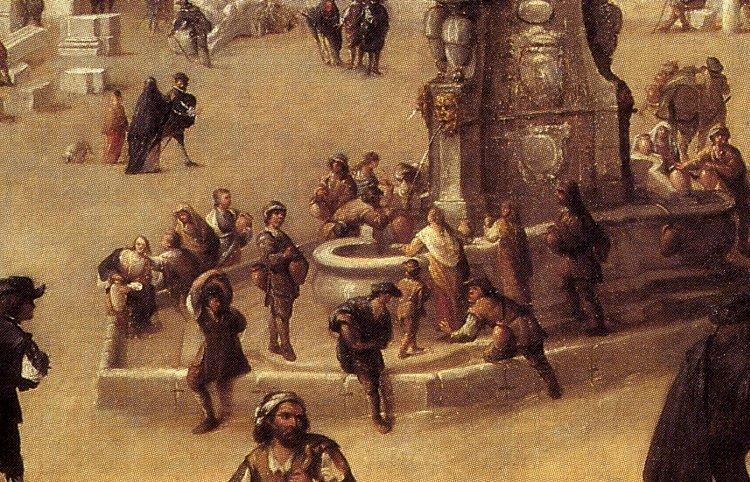
Miracle de la Vierge d'Atocha sur les travaux de construction de la Maison de la Ville (1676-1700). Détail de porteurs d'eau et vendeurs ambulants à l'ancienne fontaine de la place de la Ville.

C'est Felipe II, le roi bureaucrate par excellence, qui a stimulé et ordonné la régulation des porteurs d'eau de Madrid en limitant les cruches de transport à cinq "azumbres" (ancienne mesure équivalant à 2 litres). Les potiers d'Alcorcón, la localité proche de la capitale ayant la tradition de poterie la plus réputée, fabriquaient ces cruches de cinq azumbres, en les marquant, par arrêté royal,  d'un sceau spécial pour éviter les possibles falsifications de récipients. Par la suite, les ordonnances de la ville et le règlement des porteurs d'eau inclurent l'obligation d'intervenir sur les incendies — prévoyant même la confiscation des cruches en cas d'urgence.

### Transition des Lumières
La croissance de la ville tout au long du XVIIe siècle et l'empoisonnement progressif de ses nappes phréatiques par des infiltrations de fosses d'aisances et d'égouts a rendu nécessaire le projet de mesures d'assainissement modernes. Mais le zèle de l'époque des Lumières et ses divers projets mettront plus d'un siècle à se traduire dans la réalité. 
La Maison Royale disposait déjà depuis longtemps de son propre "voyage d'eau", celui "du Palais" ou "d'Amaniel", mais non content de cela, le premier monarque de la dynastie de Bourbon acheta en exclusivité les eaux de la Source du Berro. La reine Isabelle II d'Espagne avait cependant pour habitude, lors de ses habituelles promenades sur la Castellana, de boire un petit pichet d'eau dans l'ancienne Source de la Cybèle, dont les eaux venaient du "voyage de la source Castellana".
En ce qui concerne les porteurs d'eau, ils devinrent officiels et un nombre proportionnel au service de chaque source publique leur fut assigné.

### XIXesiècle

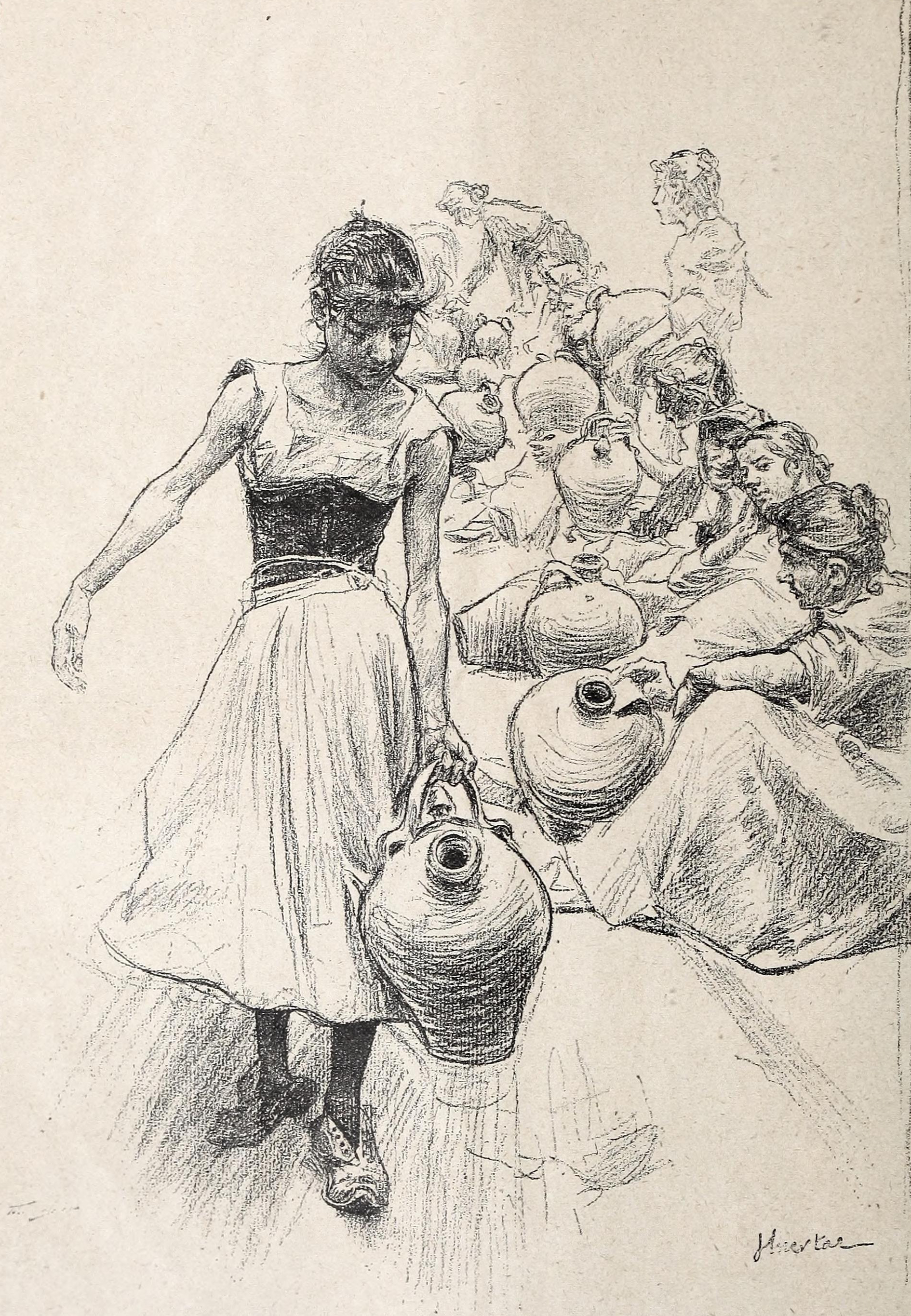
«Madrid en été. Une source de voisinage dans les quartiers populaires» (Blanco y Negro, 1894)

Au xixe siècle la Mairie de Madrid a dessiné un uniforme pour les porteurs d'eau, composé d'une veste sombre en drap avec des revers où étaient brodées en soie et laine les armes de la Mairie et, en rouge, le numéro de la licence, avec une double rangée de boutons dorés; la veste était complétée d'un gilet rouge et un pantalon brun tenu par une gaine rouge, comme les bottines (avec des boutons noirs et du cuir de veau blanc). Le bonnet en feutre et à visière, auquel était fixée une plaque en métal d'identification où figurait la source assignée, était obligatoire. En été, l'uniforme était plus simple et léger, réduit à une blouse de percale de couleur bleue au col doublé de ruban rouge avec le blason et le numéro de licence.
Le célèbre chroniqueur Ramón Mesonero Romanos a laissé plusieurs notices et commentaires sur les expériences, péripéties et organisation du corps de métier des porteurs d'eau de Madrid dans la première moitié du siècle, dans l'ensemble de son oeuvre sur l'histoire et les coutumes. Ainsi par exemple, dans son Manuel de Madrid, publié en 1833, il situe les porteurs d'eau dans le même métier que les "mozos de cordel", généralement des "jeunes gens robustes asturiens et galiciens" qui lorsqu'ils n'avaient pas de commande de transport d'eau aux habitants, se trouvaient "aux coins des rues, et bien que très rustres, s'emploient à conduire les effets et faire toute sorte de commande, ce qu'ils font avec assez d'exactitude et une probité notable, pour le prix de 2 à 4 réals par commande".

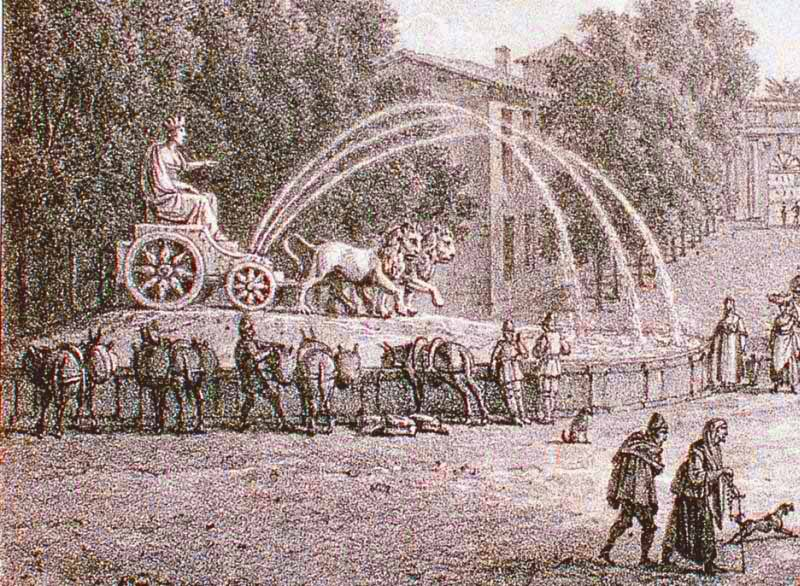
Porteurs d'eau à la fontaine de la déesse Cybèle, dans la Promenade du Prado de Madrid (gravure du XIX).

Au milieu du siècle, le chroniqueur Pedro Felipe Monlau décrit ainsi le service d'eaux dans la ville: 

« L'eau est généralement portée des sources aux maisons en cuves de bois ou de métal transportées par les porteurs d'eau, métier des galiciens et des asturiens, habituellement rémunérés de 10 réals mensuels pour une cuve quotidienne. On compte actuellement 920 porteurs d'eau répartis entre les 36 fontaines intramuros. Le maire fixe tous les ans le nombre de porteurs d'eau, après audition de l'architecte hydraulique, et en fonction du débit de chaque fontaine. C'est également le maire qui nomme, sur proposition des porteurs d'eau, deux contremaîtres pour chaque fontaine, chargés de prévenir ou dénoncer toutes les fautes commises, faute de quoi leur responsabilité est engagée. Les porteurs d'eau reçoivent du maire la licence nécessaire pour exercer leur métier, et portent une médaille en fer blanc ou laiton, avec leur numéro et leur nom, le nom de la fontaine dont ils font partie et le numéro de licence. Les droits de cette licence s'élèvent à 20 réals par porteur d'eau, et 20 chaque année pour le renouvellement. Les places de porteurs d'eau se transmettent et, selon le nombre de clients dont dispose celui qui transmet, il peut gagner 1000, 1500 et jusqu'à 2000 réals. »

— Pedro Felipe Monlau, Madrid en la mano (1850)
Le porteur d'eau avait également pour tâche le bon entendement et suivi des différences de débit, qualité, fraîcheur et goût des eaux originaires des divers voyages d'eau de la ville, qui donnaient lieu à des prix divers selon leur provenance. Les eaux des voyages madrilènes, fameuses et considérées comme une "excellente eau douce, maigre et très fine" depuis le XVIIe siècle, étaient apparemment riches en sulfates, sels de chaux, magnésium et fades, selon l'étude des matériels du sous-sol réalisée par Philip Hauser en 1902.

## Déclin et mémoire

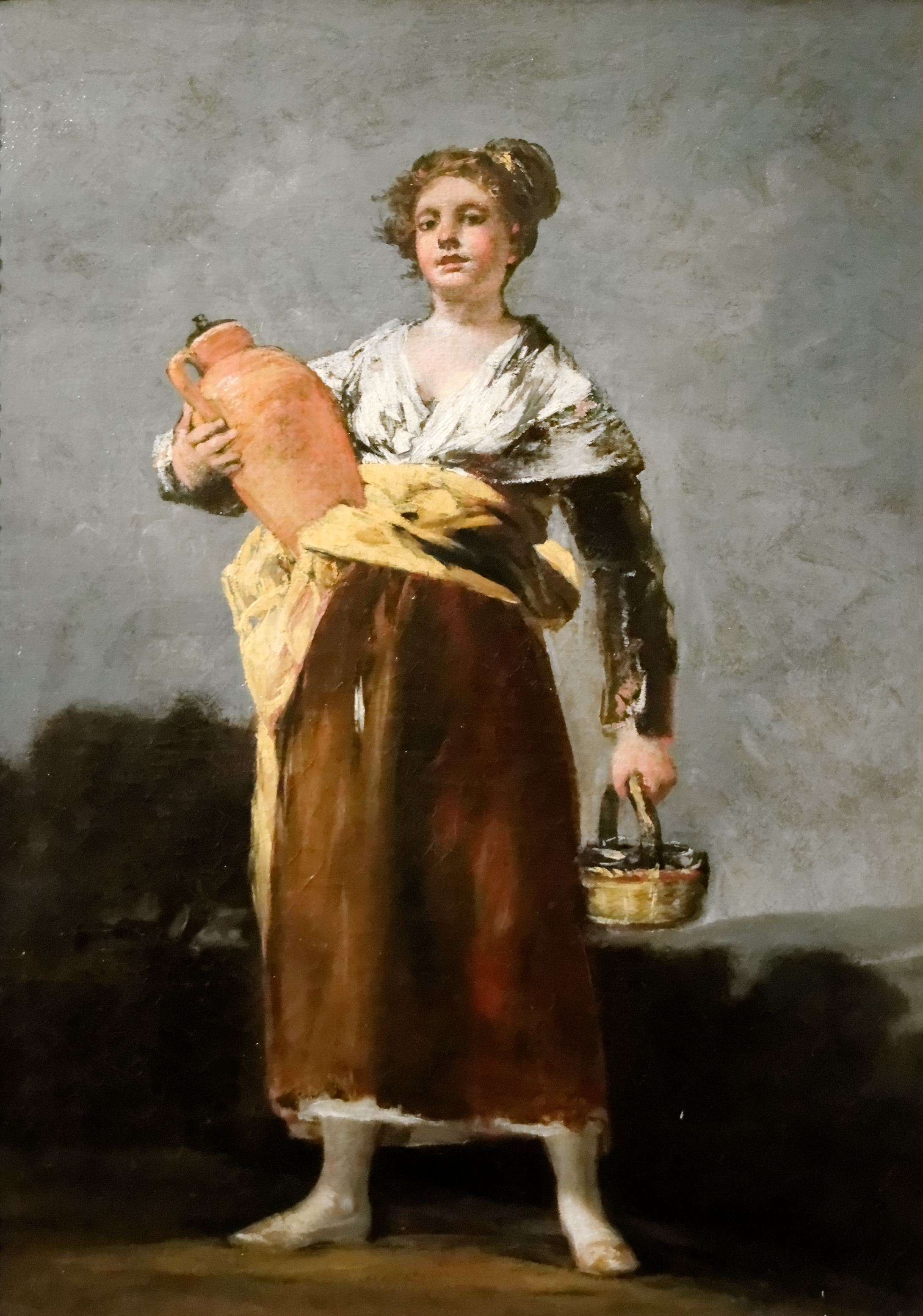
La porteuse d'eau, peinte par Francisco de Goya vers 1810. Musée des Beaux-Arts de Budapest.

Le déclin et la disparition ultérieure des porteurs d'eau de Madrid fut le résultat du progrès et de l'abondance matérialisés par le Canal de Isabel II, un ouvrage d'envergure qui, entamé par le Décret Royal du 18 juin 1851, et inauguré le 24 juin 1858, n'a fonctionné correctement qu'à partir de 1911 environ.
On n'a pas trouvé trace d'un hommage direct à la tâche des porteurs d'eau de Madrid, ni sur des fontaines ni sur des monuments publics. Il furent toutefois mentionnés dans  la Planimetrie Générale de la Ville par une rue de Aguadores, auparavant nommée rue de la Grotte mais rebaptisée ensuite, en 1894, pour la troisième fois, du nom de rue du Marqués de Leganés, parce qu'elle se trouve près du Palais d'Altamira. On peut aussi considérer comme un hommage le titre et l'intrigue de la zarzuela Eau, petits sucres et eau-de-vie, comme une dernière référence à ce corps de métier.
C'est peut-être Goya qui fut le meilleur témoin de la mémoire des hommes et femmes vaillants qui tuaient la soif lors des étés madrilènes torrides. C'est ainsi qu'il semble le raconter dans sa Porteuse d'eau, une jeune fille petite et solide qui, au moyen d'un truc optique propre au génie du peintre de Fuendetodos, regarde le spectateur depuis sa hauteur fictive, tandis qu'elle promène la cruche calée sur sa hanche et porte dans l'autre main un petit panier avec des coupes ou des verres pour boire. Ce supposé hommage de Goya à une anonyme madrilène des débuts du XIXe siècle (vers 1810), ne se trouve pas à Madrid mais au Szépmuvészeti Múzeum de Budapest, où il est entré dans le cadre de la collection Esterházy, en 1871.

### Types littéraires
Il faut mentionner le porteur d'eau Pedro Collado parmi la variété de personnages plus ou moins fictifs que le métier de porteur d'eau a donné à l'Histoire de la Littérature Espagnole. Celui-ci fut décrit par Galdos dans la première série des "Episodios Nacionales", lorsque dans "La Cour de Charles IV", il est décrit ainsi:

« ...la plupart avaient été éblouis par l'éloquence canine et grotesque de Pedro Collado, le porteur d'eau de la fuente del Berro, déjà employé au service de Fernando. Cet homme qui, avec les manières de son génie vulgaire et grossier, s'était assuré une place dans le coeur de l'héritier, exerçait d'abord les fonctions d'espion dans toutes les zones basses du palais; il surveillait la domesticité, qui commença par le craindre et finit par se soumettre docilement à ses ordres. Ainsi il finit par être, à l'égard des cuisiniers, commis de cuisines et laquais, un véritable despote, comme ceux qui aujourd'hui font la loi des petites localités dans notre Péninsule. »

— Benito Pérez Galdós: La Cour de Charles IV